# نیل آسپین
نیل آسپین (انگلیسی: Neil Aspin؛ زادهٔ ۱۲ آوریل ۱۹۶۵) بازیکن فوتبال اهل بریتانیا است.
از باشگاه‌هایی که در آن بازی کرده است می‌توان به باشگاه فوتبال لیدز یونایتد، باشگاه فوتبال دارلینگتون، باشگاه فوتبال هارتل پول یونایتد، باشگاه فوتبال هالیفاکس تاون، باشگاه فوتبال پورت ویل، و باشگاه فوتبال هروگیت تاون اشاره کرد.